# Kamaryla
Kamaryla (z hiszp. camarilla – 'mała sala', w domyśle: 'prywatny pokój króla') – grupa dworzan lub faworytów otaczających króla lub władcę. Zwykle nie zajmują oni żadnego stanowiska w oficjalnej strukturze władzy, jednak wpływają na władcę w sposób nieformalny. Dzięki temu mogą uprawiać politykę i snuć intrygi, nie ponosząc jednocześnie odpowiedzialności za efekty swych rad.
Słowo to weszło choćby do języka niemieckiego (Kamarilla) i było używane na określenie klik otaczających cesarza Wilhelma II i prezydenta Paula von Hindenburga.

## Polskie kamaryle
Za czasów króla Władysława IV kamarylę dworską stanowiła familia Kazanowskich.